# 金霸王 (特摄)
《金霸王》
）是台湾1976的电影。 製作方式與《閃電騎士》系列及《猴王大戰七超人》等片類似，選用素材則為圓谷製作於1972所製作的特攝作品《三合一戰士》。

## 人员
- 发行：和欣影業有限公司
- 出品人：張大維
- 製片：樊憲聖
- 監製：徐耀元
- 編劇、導演：鍾國衡 [4]

## 演员
陸擎龍
鄒娟娟
楊洋
張鵬
趙婷
高凌風
計鳴
魏孔生
尹寶蓮

## 参看
《火星人 (特摄)》
《铁超人 (特摄)》
《太空戰士 (特攝)》

## 外部連結
- 開眼電影網上《金霸王》的資料（繁體中文）
- 香港影庫上《金霸王》的資料（繁體中文）
- 互联网电影数据库（IMDb）上《金霸王》的资料（英文）